# Gentry Lee
Bert Gentry Lee (n. 29 martie 1942, New York City, New York, SUA) este inginer-șef la Jet Propulsion Laboratory și scriitor de science-fiction. Ca autor este cel mai cunoscut pentru cărțile scrise împreună cu Arthur C. Clarke în Universul Rama.

## Biografie
Gentry Lee s-a născut pe 29 martie 1942 în New York. În 1963 a absolvit Summa Cum Laude Universitatea Texas din Austin și și-a luat masteratul la Massachusetts Institute of Technology în 1964. În continuare a beneficiat de o bursă de un an la Universitatea din Glasgow, Scoția.
Între 1968 și 1976 a ocupat diferite funcții în cadrul programului Viking, fiind desemnat Director de Analiză Științifică și Planificare a Misiunii în timpul operațiunilor sondelor Viking. În 1976, Lee a primit din partea NASA Medalia pentru Realizări Științifice Excepționale și a început colaborarea cu Carl Sagan la crearea, realizarea, dezvoltarea și implementarea documentarului de televiziune Cosmos, colaborare care va dura până în 1981. 
Între 1977 și 1988, Lee a participat la un alt proiect important, Galileo, unde a ocupat funcția de inginer șef. În 2004 a supravegheat toate aspectele inginerești ale misiunii vehiculelor gemene care au aterizat pe Marte în luna ianuarie a acelui an, iar în anul următor a primit din partea celor de la NASA cea mai înaltă distincție, Medalia pentru Servicii Deosebite.
În 2006 a supravegheat aspectele inginerești ale misiunii Mars Reconnaissance Orbiter (MRO) și, ulterior, pe cele ale misiunilor Deep Impact și Stardust. În octombrie 2006, Divizia de Științe Planetare din cadrul Societății Astronomice Americane i-a acordat prestigiosul premiul Harold Masursky pentru contribuția adusă de-a lungul carierei la explorarea planetară.
La ora actuală este inginer-șef la Directoratul Sistemelor de Zbor Planetare din cadrul centrului federal de cercetare și dezvoltare al NASA Jet Propulsion Laboratory din Pasadena.
Gentra Lee are opt fii: Cooper, Austin, Robert, Patrick, Michael, Travis, Hunter și Francesco, ultimul născut în 2009.

## Cariera scriitoricească
La începutul anului 1986, Lee i-a împărtășit regizorul Peter Guber o idee pentru un film SF care să fie produs de studiourile Warner. Entuziasmat de idee, Gruber a luat legătura cu scriitorul Arthur C. Clarke, cerându-i să scrie scenariul. Proiectul filmului a fost abandonat ulterior, dar colaborarea dintre Lee și Clarke s-a soldat cu romanul Cradle, publicat în 1988.
În 1972, Clarke publicase romanul de succes Rendez-vous cu Rama. Lee a venit cu ideea de a transforma Rama într-o serie a cărei acțiune să se învârtă în jurul unui personaj - Nicole des Jardins Wakefield - punând bazele unei trilogii publicată între 1989 și 1993, care cuprinde romanele Rama II, Grădina din Rama și Război pe Rama. Conform spuselor lui Clarke, Lee a realizat cea mai mare parte a scriiturii, în timp ce el a fost o sursă de idei. Ulterior, Lee a mai publicat singur două romane a căror acțiune se petrece în același univers, Bright Messengers (1995) și Double Full Moon Night (1999-2000).
În anii 2000, el a scris încă două cărți, The Tranquility Wars (2000) și The History of the Twenty-First Century (2002).

### Critici
Scrierile lui Lee au fost criticate pentru descrierile excesiv de detaliate făcute vieților intime ale personajelor și pentru scenele de sex fără legătură cu acțiunea, care amintesc de romanele de dragoste:
„[Cradle, roman la care Lee a fost coautor] îi tot dă înainte și e presărat cu scene de sex care nu-și au rostul și care, dacă veți citi mai mult din opera lui Gentry Lee, veți vedea că reprezintă una dintre obsesiile sale. Nu reușesc să înțeleg de ce crede Lee că trebuie să includă în mijlocul unui roman SF scene de sex care n-au legătură cu povestea. O dată e ok, dar a patra oară deja îmi vine să arunc cartea și să spun 'iar'?!”
Lee a mai fost criticat și pentru portretizările rasiale stereotipe din opera sa și folosirea excesivă a termenilor gen negru, alb, arab și mexican când descrie personajele.